# 부산시 영도구 갑
부산시 영도구 갑은 대한민국의 옛 선거구이다. 당시 경상남도 부산시 영도구의 일부 지역을 관할했다.

## 역사
1957년 1월, 부산시에 구제가 실시되었다. 이에 부산시 무 선거구에 해당하는 지역에 영도구가 신설되었다. 이로 인해 제4대 국회의원 선거를 앞두고 영도구의 일부 지역을 관할하는 부산시 영도구 갑 선거구가 신설되었다.
1963년 1월, 경상남도 부산시가 정부 직할 부산시로 승격되면서 경상남도에서 분리되었다. 또한 영도구의 갑, 을 선거구가 통합됨에 따라 제6대 국회의원 선거를 앞두고 영도구 선거구로 합쳐지게 되면서 폐지되었다.

## 역대 국회의원
| 선거   | 정당 | 정당   | 의원   |
| ------ | ---- | ------ | ------ |
| 1958년 |      | 자유당 | 이영언 |
| 1960년 |      | 민주당 | 최성욱 |

## 역대 선거 결과

### 대한민국 제4대 국회의원 선거
| 대한민국 제4대 국회의원 선거경상남도 부산시 영도구 갑 |        |        |        |        |      |      |  |
|                                                       |        |        |        |        |      |      |  |
| 후보                                                  | 후보   | 정당   | 득표   | 득표율 | 당락 | 비고 |  |
|                                                       | 이영언 | 자유당 | 무투표 | 무투표 | 당선 |      |  |
| 합계                                                  | 합계   | 합계   | 0표    |        |      |      |  |

### 대한민국 제5대 국회의원 선거
|  | 38.94% |

|  | 15.87% |

|  | 13.02% |

|  | 10.43% |

|  | 7.88% |

|  | 4.33% |

|  | 3.38% |

|  | 3.22% |

|  | 2.88% |

|  | 0% |